# Измеритель модуляции
Измери́тель модуля́ции — измерительный прибор, предназначенный для определения характеристик модулированного радиосигнала — коэффициента амплитудной модуляции (модулометры) и (или) девиации частоты (девиометры). Существуют комбинированные приборы для измерения параметров как амплитудной, так и частотной и фазовой модуляций.

## Классификация
Измерители модуляции относятся к группе радиоизмерительных приборов. По виду измеряемой величины делятся на измерители коэффициента амплитудной модуляции (модулометры) и измерители девиации частоты (девиометры), в настоящее время распространены комбинированные приборы для измерения параметров модуляции как амплитудной, так и частотной и импульсной. По ГОСТ 15094-86 модулометры сокращённо обозначаются начиная с символов С2, девиометры — С3, комбинированные приборы — СК3.

## Некоторые примеры
- С2-23 — модулометр
- СК3-43 Архивная копия от 5 марта 2016 на Wayback Machine — комбинированный измеритель
- СК3-45 — комбинированный измеритель
- СК3-46 Архивная копия от 5 марта 2016 на Wayback Machine — комбинированный измеритель
- СК3-50, СК3-50/1 — комбинированный измеритель

## Основные нормируемые характеристики
- Диапазон рабочих частот - несущих и модулирующих.
- Диапазон измерения коэффициента АМ, девиации частоты.
- Допустимая погрешность измерения коэффициента АМ, девиации частоты.

## Метрологическое обеспечение измерителей модуляции
Для поверки и калибровки измерителей коэффициента модуляции, определения их погрешностей применяются специализированные образцовые установки, например, К2-44 .